# Jacek Mróz
Jacek Mróz (ur. 20 marca 1966 w Częstochowie) – polski piłkarz, obrońca; brązowy medalista Mistrzostw Europy w piłce nożnej U-18 z 1984 roku. Rozegrał 26 meczów w ekstraklasie.